# Frank-Olaf Radtke
Frank-Olaf Radtke (* 30. Oktober 1945 in Luckenwalde) ist ein deutscher Erziehungswissenschaftler.

## Leben
Frank-Olaf Radtke absolvierte ein Studium der Soziologie, Psychologie und Ökonomie an der Johann Wolfgang Goethe-Universität in Frankfurt am Main und an der Freien Universität Berlin. Es folgte die Promotion zum Dr. phil. und Habilitation an der Fakultät für Pädagogik der Universität Bielefeld. 1991 war Research Fellow am Centre for Research in Ethnic Relations der University of Warwick/Coventry, UK. 1993/94 lehrte er als Gastwissenschaftler im Themenbereich "Nationalismus und Fremdenfeindlichkeit" am Hamburger Institut für Sozialforschung. Seit 1994 ist er ordentlicher Professor für Erziehungswissenschaften an der Johann Wolfgang Goethe-Universität Frankfurt am Main mit den Schwerpunkten Erziehung und Migration, Erziehung und Profession/Organisation.
Im Auftrag des Fachbereichs ist er Herausgeber der Frankfurter Beiträge zur Erziehungswissenschaft, Mitherausgeber der Buch-Reihen Grundriss der Pädagogik/Erziehungswissenschaft im Kohlhammer Verlag und Migration und Kultur im Cooperative Verlag sowie Mitglied im Stiftungsrat des Deutschen Instituts für Internationale Pädagogische Forschung (DIPF).
Er ist Mitglied des Rates für Migration.

## Schriften
- mit Thomas Höhne, Thomas Kunz: Bilder von Fremden. Was unsere Kinder aus Schulbüchern über Migranten lernen sollen (= Frankfurter Beiträge zur Erziehungswissenschaft. Reihe Monographien. 3). J. W. Goethe-Universität – FB Erziehungswissenschaften, Frankfurt am Main 2005, ISBN 3-9809008-6-X.
- mit Mechtild Gomolla: Institutionelle Diskriminierung. Die Herstellung ethnischer Differenz in der Schule. Leske + Budrich, Opladen 2002, ISBN 3-8100-1987-9.